# 暹羅雙胞胎
暹羅雙胞胎（1811年5月11日—1874年1月17日），1811年于暹羅（Siam，今泰國）夜功府（Samut Songkhram）誕生的一對男性連體嬰兒，哥哥叫英（Eng），弟弟叫张（Chang），医学研究最著名的连体婴儿，“暹羅雙胞胎”也从此成为了连体婴的代名词。

## 生平

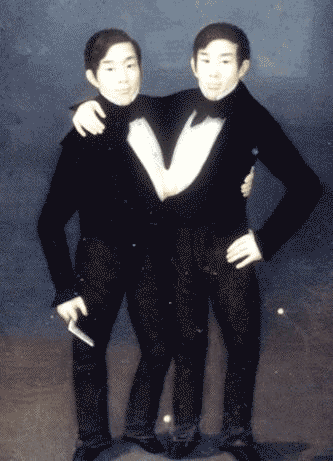
年轻的暹羅雙胞胎

这对连体婴儿的父親是華人，母親是華泰混血兒。其具体情况為胸腔相连，而由於十九世紀的醫學技術無法使兩人分離成兩個獨立個體，於是兩人連體生活了一生。1829年他們由苏格兰商人罗伯特·亨特（Robert Hunter）發掘進入馬戲團，在全世界各地表演，演出了一場又一場神奇的悲喜劇。與馬戲團契約結束後，1839年他們訪問美國北卡羅萊那州威爾克斯博納的馬戲團團長巴納姆（Phineas Taylor Barnum），後來成為「玲玲馬戲團」的臺柱，最後入籍成為美國公民。兩兄弟在美國置產，買了黑奴，改名為邦克（Bunker）。1843年4月13日跟英國的葉茨姐妹（Adelaide Yates & Sarah Anne Yates）結婚，英生了10個小孩，張生了12個。美國南北戰爭期間，張的兒子克里斯多夫（Christopher）跟英的兒子史蒂芬（Stephen）都曾加入南方邦聯，上過前線。
據說張的個性急躁，愛飲酒解愁；英卻是相反，其人斯文穩重，不過兄弟倆也偶爾相互暴打吵架。1874年，張因過度飲酒而先病逝，後來英也在兩個小時後去世，享年62歲零八个月。死後醫生稱，英是因為身體欲救助已死亡的張，產出了過多的紅血球，因而導致死亡。兩人的肝至今仍保存在費城的馬特博物館內。從此之後「暹羅雙胞胎」就成了連體人的代名詞，也因為這對雙胞胎讓全世界都重視這個特殊疾病。